# لويس فيلدمان
لويس فيلدمان (بالإنجليزية: Louis Feldman)‏ هو باحث في تاريخ العصور الكلاسيكية أمريكي، ولد في 29 أكتوبر 1926 في هارتفورد في الولايات المتحدة، وتوفي في 25 مارس 2017 في لوس أنجلوس في الولايات المتحدة.